# Zuza Jabłońska
Zuzanna Jabłońska, conosciuta come Zuza Jabłońska (Danzica, 5 giugno 2003), è una cantante polacca.

## Biografia
Nel 2015 Zuza Jabłońska ha partecipato al talent show musicale di TVN Mali giganci, ma è stata eliminata al primo round. È salita alla ribalta due anni dopo con la sua partecipazione all'edizione inaugurale della versione polacca di The Voice Kids su TVP2, dove è arrivata fino alla finale, piazzandosi seconda dietro a Roksana Węgiel e ottenendo un contratto discografico con la Universal Music Polska.
Il suo singolo di debutto Sami è uscito nella primavera del 2018, ma è stato con il singolo successivo, Powiedz mi to w twarz, che ha ottenuto considerevole successo commerciale. Il brano è stato certificato disco di platino dalla Związek Producentów Audio-Video con oltre 20 000 unità vendute a livello nazionale. È stato inoltre candidato ai premi Fryderyk del 2019, il principale riconoscimento musicale polacco, per il miglior video musicale dell'anno. L'album di debutto della cantante, Psycho, è uscito a ottobre 2020 e ha debuttato alla 21ª posizione della classifica nazionale.

## Discografia

### Album
- 2020 – Psycho

### Singoli
- 2018 – Sami
- 2018 – Powiedz mi to w twarz (con Jan-Rapowanie e Siles)
- 2018 – Święta to czas niespodzianek (con Roksana Węgiel e i 4Dreamers)
- 2018 – Święta według nas (con Czesław Mozil e i Grajkowie Przyszłości)
- 2019 – Spacer po linie
- 2019 – Ślad
- 2019 – Wisła
- 2020 – Znasz mnie lepiej?
- 2020 – Ty tylko chcesz (feat. Kuba Karaś)
- 2020 – Wierna, odważna i prawa
- 2020 – Duch (feat. Sarius)
- 2020 – Liczę dni
- 2020 – Mario, czy już wiesz?